# Aleuroplatus multipori
Aleuroplatus multipori là một loài côn trùng cánh nửa trong họ Aleyrodidae, phân họ Aleyrodinae.
Aleuroplatus multipori được Takahashi miêu tả khoa học đầu tiên năm 1940.